# RobinHus
RobinHus er en dansk ejendomsmæglervirksomhed, der blev stiftet i 1999 af Frederik Bruhn-Petersen og Torben Andersen. RobinHus startede som en internetvirksomhed med fokus på selv-salg, men har siden udviklet sig til en ejendomsmæglerkæde med selvstændige ejendomsmæglere.

## Historie
RobinHus blev stiftet i 1999 af cand.merc. Torben Andersen og cand.jur. Frederik Bruhn-Petersen, på baggrund af Andersens salg af en lejlighed, hvor et stort mæglersalær ansporede til starte en virksomhed som udnyttede den fremvoksende internettets muligheder.[kilde mangler] Virksomhedens oprindelige fokus gik på at hjælpe boligejere med at sælge deres bolig helt selv. Gradvist øgedes udbuddet af services dog, og begyndte at etablere en franchise-kæde af ejendomsmæglere, der kunne håndtere de praktiske, juridiske og økonomiske aspekter af handlen.
I 2005 vandt RobinHus E-handelsprisen i kategorien "Dommernes Darling" med begrundelsen: "Fordi de bliver ved at bryde normerne i en konservativ branche. Kræver mod af sig selv og sine kunder. Dommerne tror, netløsninger af denne banebrydende art har nøglen til nethandel- og service i fremtiden."[kilde mangler]
I november 2007 kom RobinHus i medierne i forbindelse med, at 14 af kædens mæglere opsagde deres kontrakter. De var utilfredse med, at de skulle betale 40 procent af overskuddet fra hvert salg til RobinHus. Gruppen af ejendomsmæglere påstod senere, at RobinHus nægtede dem adgang til data og e-mails samt misbrugte deres salgsopstillinger. Derfor politianmeldte ejendomsmæglerne efter eget udsagn RobinHus.
I dag består stadig af selvstændige franchise-mæglere (betegnet RobinHus-mæglere), i hele landet, men med hovedvægten i Hovedstadsregionen og på Sjælland. Kædekontoret er ligger på Frederiksberg.
RobinHus indgik i januar 2008 en alliance med ejendomsmæglerkæden EDC. I 2019 købte EDC den sidste tilbageværende stifter ud af RobinHus, således at kæden i dag ejes 100 pct. af EDC.

## Koncept
Ejendomsmæglerkæden adskiller sig fra andre ejendomsmæglere ved deres koncepter, der består af med-salg, hvorved sælgeren medvirker i salget ved at vise boligen frem. RobinHus mægleren står for resten og leverer bortset fra fremvisningen, en ydelse som traditionelle mæglere/kæder. Der anvendes primært elektronisk annoncering, og med lavere salær er kædens service er derfor typisk lavere end hos de traditionelle ejendomsmæglerkæder.[kilde mangler]
Ejendomme, der sælges via en RobinHus Mægler, vises på Dansk Ejendomsmæglerforenings hjemmeside Boligsiden.dk.